# Thép

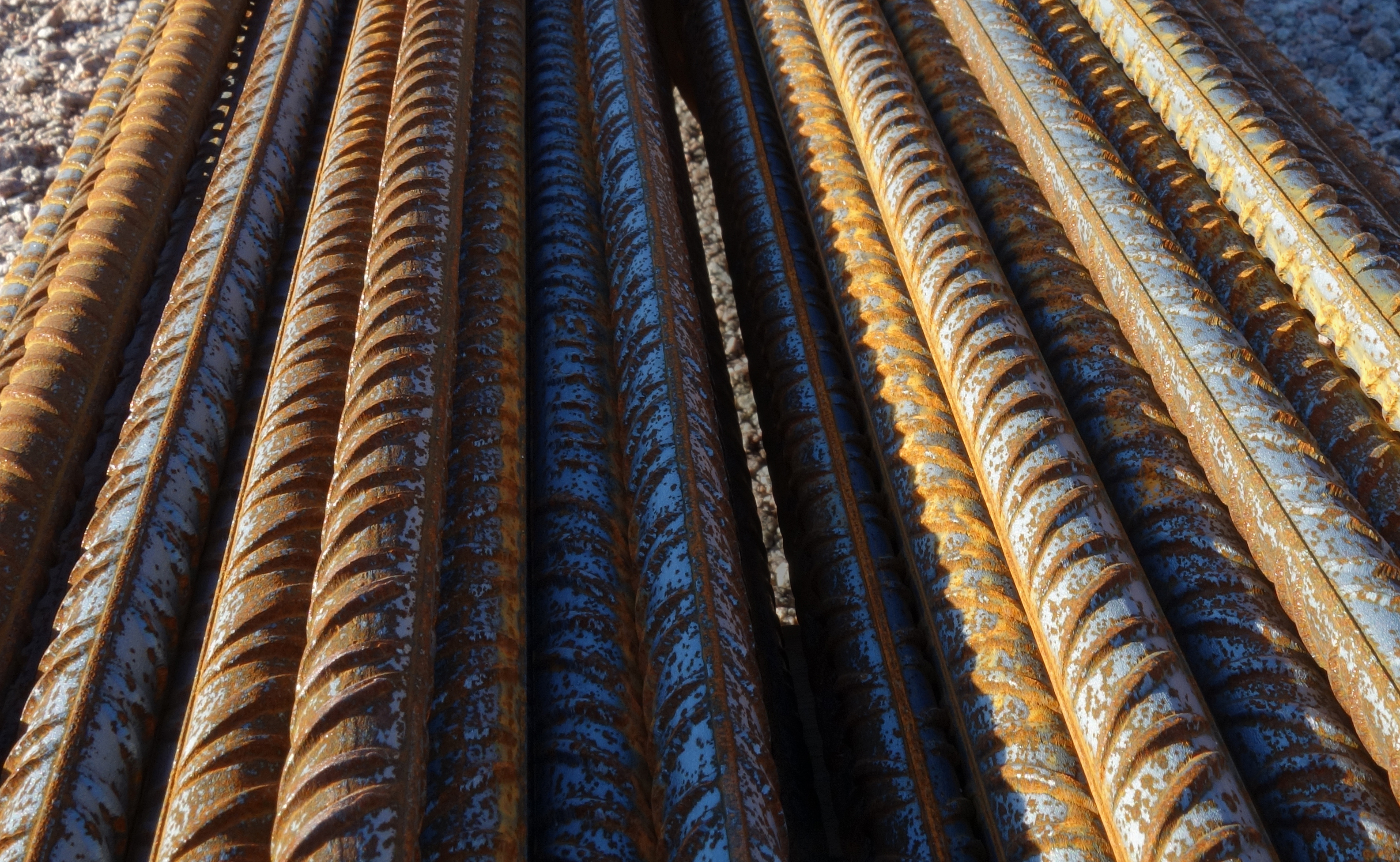
Các thanh thép xây dựng

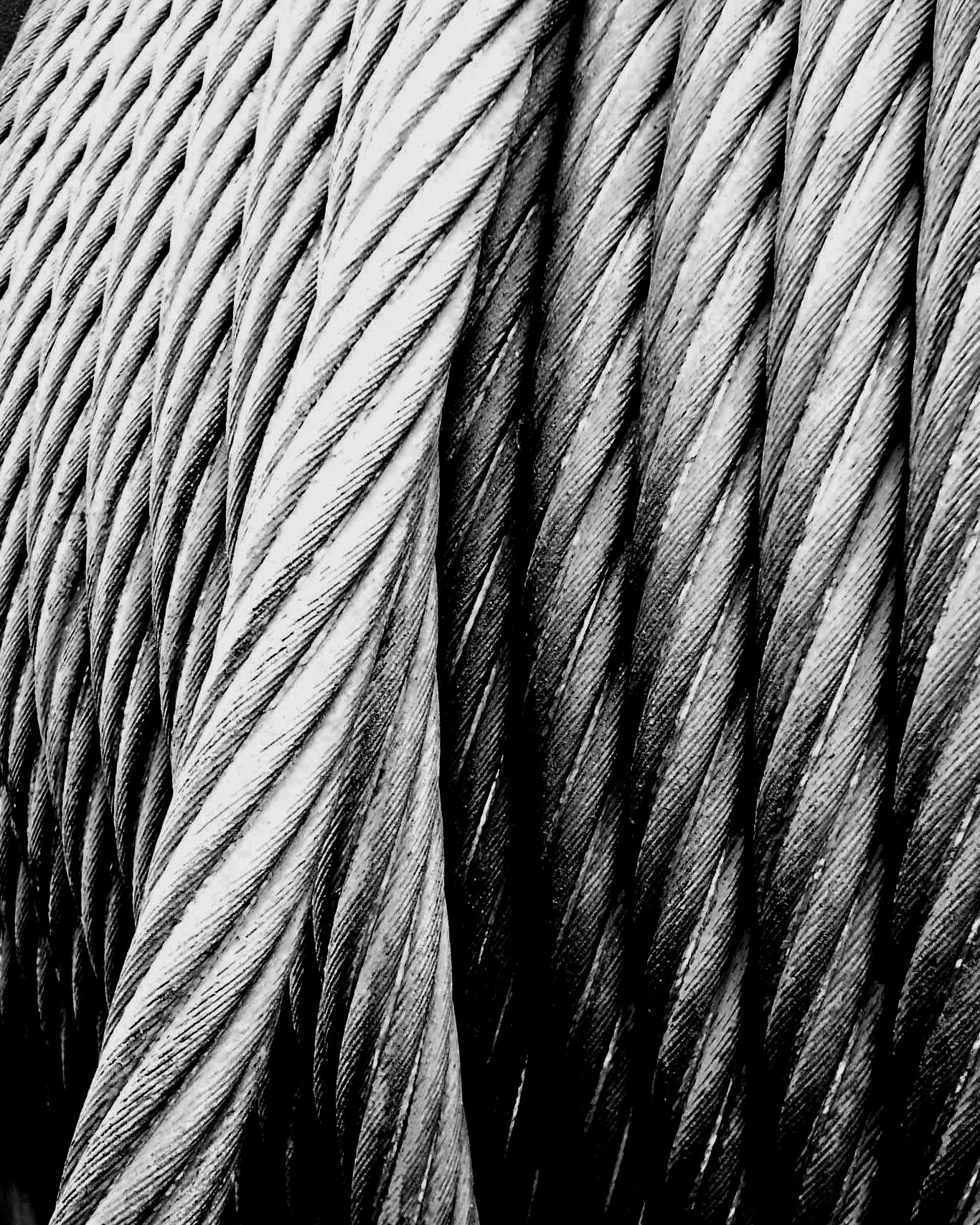
Dây cáp thép

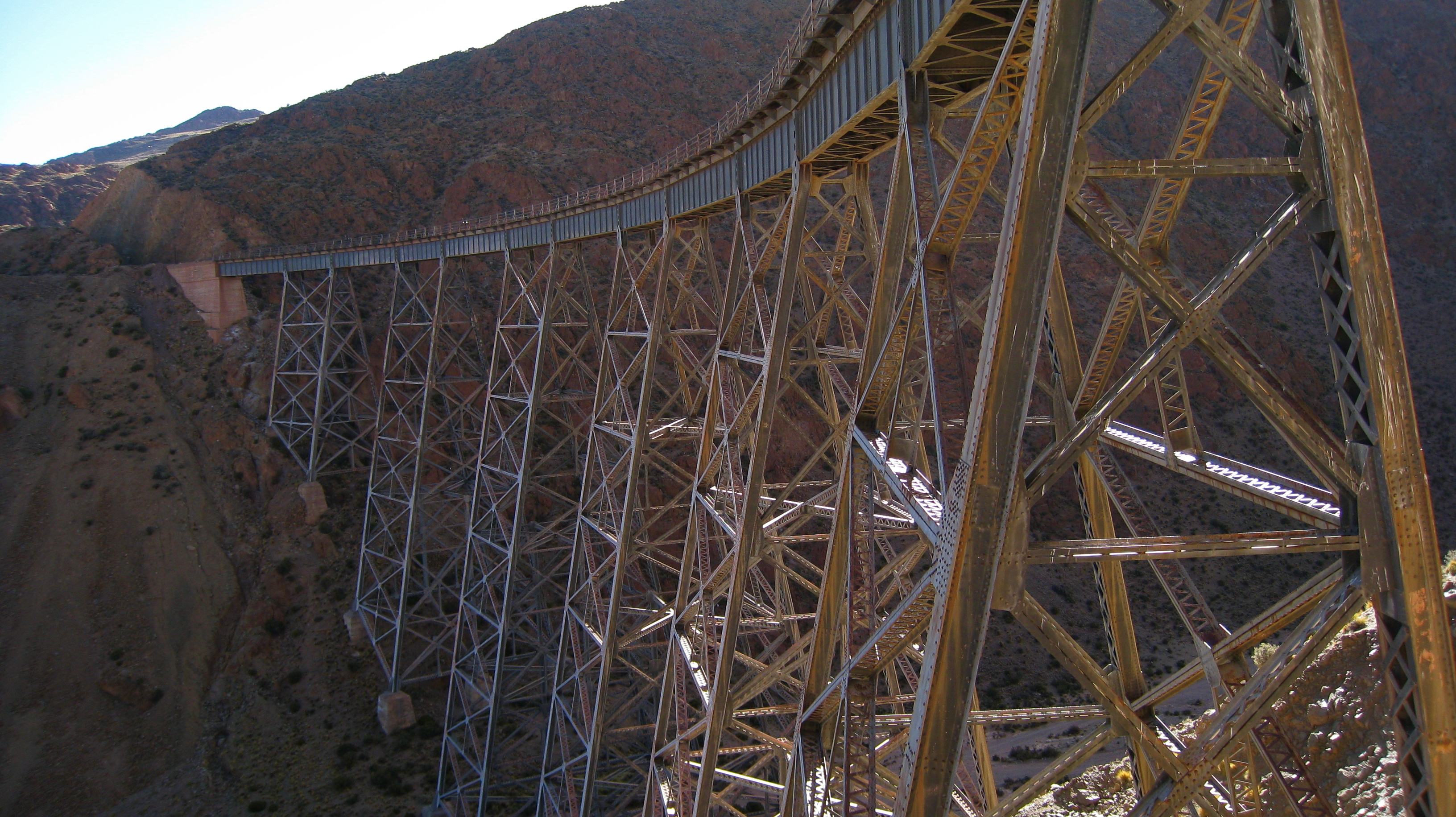
Cầu thép

Thép là hợp kim với thành phần chính là sắt (Fe), với carbon (C), từ 0,02% đến 2,14% theo trọng lượng, và một số nguyên tố hóa học khác. Chúng làm tăng độ cứng, hạn chế sự di chuyển của nguyên tử sắt trong cấu trúc tinh thể dưới tác động của nhiều nguyên nhân khác nhau. Số lượng khác nhau của các nguyên tố và tỷ lệ của chúng trong thép nhằm mục đích kiểm soát các mục tiêu chất lượng như độ cứng, độ đàn hồi, tính dễ uốn, và sức bền kéo đứt. Thép với tỷ lệ carbon cao có thể tăng cường độ cứng và cường lực kéo đứt so với sắt, nhưng lại giòn và dễ gãy hơn. Tỷ lệ hòa tan tối đa của carbon trong sắt là 2,14% theo trọng lượng (ở trạng thái Austenit) xảy ra ở 1.147 độ C; nếu lượng carbon cao hơn hay nhiệt độ hòa tan thấp hơn trong quá trình sản xuất, sản phẩm sẽ là xementit có cường lực kém hơn. Pha trộn với carbon cao hơn 2,06% sẽ được gang. Thép cũng được phân biệt với sắt rèn, vì sắt rèn có rất ít hay không có carbon, thường là ít hơn 0,035%. Ngày nay người ta gọi ngành công nghiệp thép (không gọi là ngành công nghiệp sắt và thép), nhưng trong lịch sử, đó là 2 sản phẩm khác nhau.
Ngày nay có một vài loại thép mà trong đó carbon được thay thế bằng các hỗn hợp vật liệu khác, và carbon nếu có, chỉ là không được ưa chuộng.
Trước thời kì Phục Hưng người ta đã chế tạo thép với nhiều phương pháp kém hiệu quả, nhưng đến thế kỉ 17 sau tìm ra các phương pháp có hiệu quả hơn thì việc sử dụng thép trở nên phổ biến hơn. Với việc phát minh ra quy trình Bessemer vào giữa thế kỉ 19, thép đã trở thành một loại hàng hoá được sản xuất hàng loạt ít tốn kém. Trong quá trình sản xuất càng tinh luyện tốt hơn như phương pháp thổi oxy, thì giá thành sản xuất càng thấp đồng thời tăng chất lượng của kim loại. Ngày nay thép là một trong những vật liệu phổ biến nhất trên thế giới và là thành phần chính trong xây dựng, đồ dùng, công nghiệp cơ khí. Thông thường thép được phân thành nhiều loại tùy theo thành phần hóa học, mục đích sử dụng và cấp bậc và được các tổ chức đánh giá xác nhận theo chuẩn riêng.

## Đặc tính
Cũng như hầu hết các kim loại, về cơ bản, sắt không tồn tại ở vỏ Trái Đất dưới dạng nguyên tố, nó chỉ tồn tại khi kết hợp với oxy hoặc lưu huỳnh. Sắt ở dạng khoáng vật bao gồm Fe2O3-một dạng của oxit sắt có trong khoáng vật hematit, và FeS2 - quặng sunfit sắt. Sắt được lấy từ quặng bằng cách khử oxy hoặc kết hợp sắt với một nguyên tố hoá học như carbon. Quá trình này được gọi là luyện kim, được áp dụng lần đầu tiên cho kim loại với điểm nóng chảy thấp hơn. Đồng nóng chảy ở nhiệt độ hơn 1.080 °C, trong khi thiếc nóng chảy ở 250 °C. Pha trộn với carbon trong sắt cao hơn 2,14% sẽ được gang, nóng chảy ở 1.392 °C. Tất cả nhiệt độ này có thể đạt được với các phương pháp cũ đã được sử dụng ít nhất 6.000 năm trước. Khi tỉ lệ oxy hóa tăng nhanh khoảng 800 °C thì việc luyện kim phải diễn ra trong môi trường có oxy thấp.
Trong quá trình luyện thép việc trộn lẫn carbon và sắt có thể hình thành nên rất nhiều cấu trúc khác nhau với những đặc tính khác nhau. Hiểu được điều này là rất quan trọng để luyện thép có chất lượng. Ở nhiệt độ bình thường, dạng ổn định nhất của sắt là sắt ferrit có cấu trúc lập phương tâm khối (BCC) hay sắt, một chất liệu kim loại mềm, có thể phân huỷ một lượng nhỏ carbon (không quá 0,02% ở nhiệt độ 911 °C). Nếu trên 911 °C thì ferrit sẽ chuyển từ tâm khối (BCC) sang tâm mặt (FCC), được gọi là austenit, loại này cũng là một chất liệu kim loại mềm nhưng nó có thể phân huỷ nhiều carbon hơn (2,14% carbon nhiệt độ 1.147 °C). Một cách để loại bỏ carbon ra khỏi austenit là loại xementit ra khỏi hỗn hợp đó, đồng thời để sắt nguyên chất ở dạng ferit và tạo ra hỗn hợp xementit-ferrit. Xementit là một hợp chất hoá học có công thức là Fe3C.

## Lịch sử

### Cổ đại

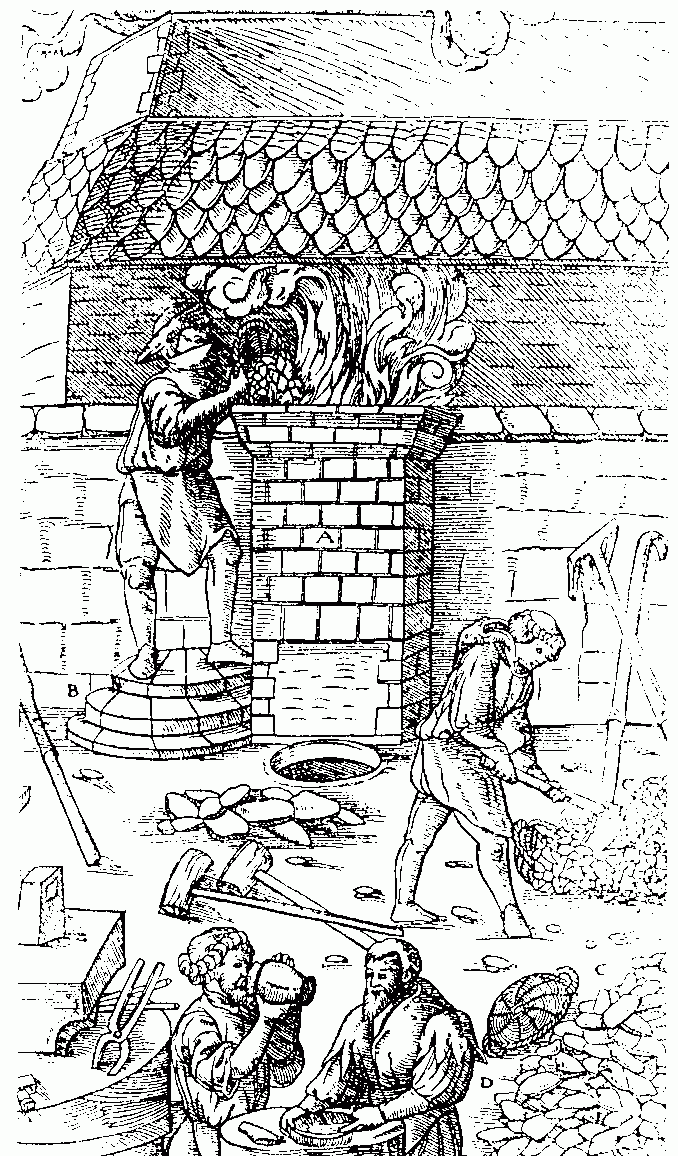
Quá trình luyện kim bloomery trong thời kỳ Trung cổ từ thế kỷ 5 đến thế kỷ 15

Thép đã được biết đến từ thời cổ đại và được sản xuất thông qua quá trình luyện kim bloomeries và crucibles.
Sản xuất thép sớm nhất được ghi nhận từ những mảnh vỡ đồ sắt được khai quật tại một hỏa táng ở Anatolia (Kaman-Kalehöyük) và đã gần 4.000 năm tuổi, có từ năm 1800 TCN. Horace nhận diện các vũ khí thép như falcata ở bán đảo Iberia, trong khi thép Noric được sử dụng bởi quân đội La Mã cổ đại.
Danh tiếng của sắt Seric của Ấn Độ (thép wootz) đã tăng lên đáng kể trong phạm vi toàn cầu. Các khu vực sản xuất kim loại ở Sri Lanka đã sử dụng các lò gió được thổi bởi gió mùa, có khả năng sản xuất thép cacbon cao. Việc sản xuất thép Wootz quy mô lớn tại Ấn Độ bằng cách sử dụng nồi luyện đã diễn ra vào thế kỷ thứ sáu TCN, là bước tiền pionee của quá trình sản xuất thép và luyện kim hiện đại.
Những người Trung Quốc trong thời kỳ Chiến quốc (403–221 TCN) đã sử dụng thép được làm cứng bằng phương pháp "nhanh lành" (quench-hardened). Trong thời kỳ Hán (202 TCN–220 CN), người Trung Quốc đã tạo ra thép bằng cách nấu chảy sắt rèn với sắt đúc, từ đó tạo ra một loại thép có chứa carbon vào thế kỷ thứ nhất sau CN.
Có bằng chứng cho thấy thép cacbon đã được sản xuất ở phía Tây Tanzania bởi tổ tiên của người dân Haya từ cách đây 2.000 năm thông qua một quá trình phức tạp của "tiền nhiệt" cho phép nhiệt độ bên trong lò đạt đến 1300 đến 1400 °C.

### Wootz và Damascus
Chứng cứ về việc sản xuất thép carbon cao đầu tiên tại Ấn Độ được tìm thấy tại Kodumanal ở Tamil Nadu, vùng Golconda ở Andhra Pradesh và Karnataka, cũng như các vùng Samanalawewa, Dehigaha Alakanda, của Sri Lanka. Công nghệ này sau đó được biết đến với tên gọi là Wootz steel, được sản xuất ở miền Nam Ấn Độ từ thế kỷ thứ sáu TCN và xuất khẩu ra toàn cầu. Công nghệ thép đã tồn tại trước năm 326 TCN tại khu vực này và được đề cập trong văn học của người Sangam Tamil, người Ả Rập và tiếng Latinh như loại thép tốt nhất trên thế giới được xuất khẩu đến La Mã, Ai Cập, Trung Quốc và thế giới Ả Rập vào thời điểm đó - được gọi là Seric Iron. Một hội thương mại Tamil ở Tissamaharama, ở Đông Nam Sri Lanka, từ thế kỷ thứ ba trước CN, đã đưa đến đảo này một số hiện vật sắt và thép cổ nhất và quy trình sản xuất từ thời kỳ cổ điển. Người Trung Quốc và người địa phương ở Anuradhapura, Sri Lanka, cũng đã áp dụng phương pháp sản xuất thép Wootz từ người Tamil của triều đại Chera, miền Nam Ấn Độ từ thế kỷ thứ năm sau CN. Tại Sri Lanka, phương pháp sản xuất thép sớm này sử dụng lò gió độc đáo, được thổi bởi gió mùa, có khả năng sản xuất thép cacbon cao. Vì công nghệ này được nhận từ người Tamil của miền Nam Ấn Độ, nên nguồn gốc của công nghệ thép ở Ấn Độ có thể được ước tính thận trọng vào khoảng năm 400–500 TCN.
Quá trình sản xuất thép Wootz, hay còn được gọi là thép Damascus, nổi tiếng về độ bền và khả năng giữ lưỡi sắc bén, có thể đã được người Ả Rập lấy từ Ba Tư, sau đó lại được Ba Tư lấy từ Ấn Độ. Thép Wootz ban đầu được tạo ra từ nhiều nguyên liệu khác nhau, bao gồm các nguyên tố vi lượng, rõ ràng chủ yếu từ các tác phẩm của Zosimos of Panopolis. Năm 327 TCN, Alexander the Great đã nhận được phần thưởng từ vua Porus, không phải là vàng hay bạc mà là 30 pao thép. Một nghiên cứu gần đây đã suy đoán rằng carbon nanotubes đã được bao gồm trong cấu trúc của nó, điều này có thể giải thích một số đặc tính huyền thoại của nó, tuy nhiên, với công nghệ của thời đại đó, những đặc tính này được tạo ra từ sự tình cờ hơn là do thiết kế. Công nghệ đã sử dụng gió tự nhiên, nơi đất chứa sắt được đốt nóng bằng cách sử dụng gỗ. Người Sinhalese cổ đại đã xử lý được một tấn thép từ mỗi 2 tấn đất, điều đáng kinh ngạc vào thời điểm đó. Một lò như vậy đã được tìm thấy tại Samanalawewa và các nhà khảo cổ đã có thể sản xuất thép như người cổ đại đã làm.
Thép luyện chảo, được tạo ra bằng cách chậm chứng từ và làm lạnh sắt tinh khiết và carbon (thường trong dạng than củi) trong một chảo luyện, đã được sản xuất ở Merv từ thế kỷ 9 đến thế kỷ 10 sau CN. Vào thế kỷ 11, có bằng chứng về việc sản xuất thép ở Trung Quốc thời nhà Tống bằng hai phương pháp: một phương pháp "berganesque" tạo ra thép kém chất lượng và không đồng nhất, và một phương pháp tiền đề cho quy trình Bessemer hiện đại, sử dụng việc tách carbon một phần thông qua việc rèn lại nhiều lần dưới luồng gió lạnh.

### Hiện đại

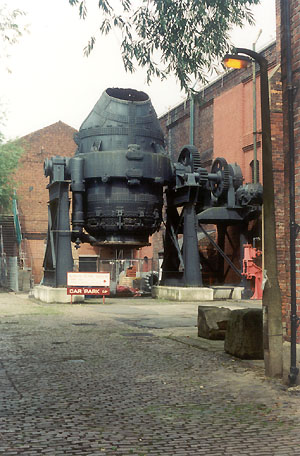
Lò chuyển đổi Bessemer tại Sheffield, Anh

Từ thế kỷ 17 trở đi, bước đầu tiên trong sản xuất thép tại châu Âu đã là quá trình luyện quặng sắt thành gang trong một lò luyện. Ban đầu sử dụng than củi, các phương pháp hiện đại sử dụng cốc, đã được chứng minh hiệu quả hơn.

#### Quy trình bắt đầu từ thanh sắt
Trong những quy trình này, gang được tinh lọc (tinh thể) trong một lò rèn để sản xuất thanh sắt, sau đó được sử dụng trong luyện thép.
Quy trình sản xuất thép bằng quy trình cementation được miêu tả trong một bài luận xuất bản tại Prague vào năm 1574 và được sử dụng tại Nuremberg từ năm 1601. Một quy trình tương tự cho việc làm cứng bề mặt cho áo giáp và dụng cụ được miêu tả trong một cuốn sách xuất bản tại Naples năm 1589. Quy trình này đã được giới thiệu vào nước Anh vào khoảng năm 1614 và được sử dụng để sản xuất thép như vậy bởi ông Sir Basil Brooke tại Coalbrookdale trong thập kỷ 1610.
Nguyên liệu cho quy trình này là thanh sắt. Trong thế kỷ 17, đã nhận ra rằng thép tốt nhất được sản xuất từ gang miền bắc thành phố Stockholm, Thụy Điển. Đây vẫn là nguồn nguyên liệu thường dùng vào thế kỷ 19, gần như trong suốt thời gian sử dụng quy trình này.
Thép luyện giếng chảy là thép đã được chảy trong một ấm đun chứ không phải là được rèn, kết quả là nó đồng nhất hơn. Hầu hết các lò trước đây không đạt được nhiệt độ cao đủ để chảy thép. Ngành công nghiệp thép luyện giếng chảy hiện đại đầu tiên xuất phát từ phát minh của Benjamin Huntsman vào những năm 1740. Thép vảy (được làm như đã đề cập ở trên) được chảy trong một ấm đun hoặc trong một lò, và đổ (thường) thành thanh.

#### Các quy trình bắt đầu từ gang

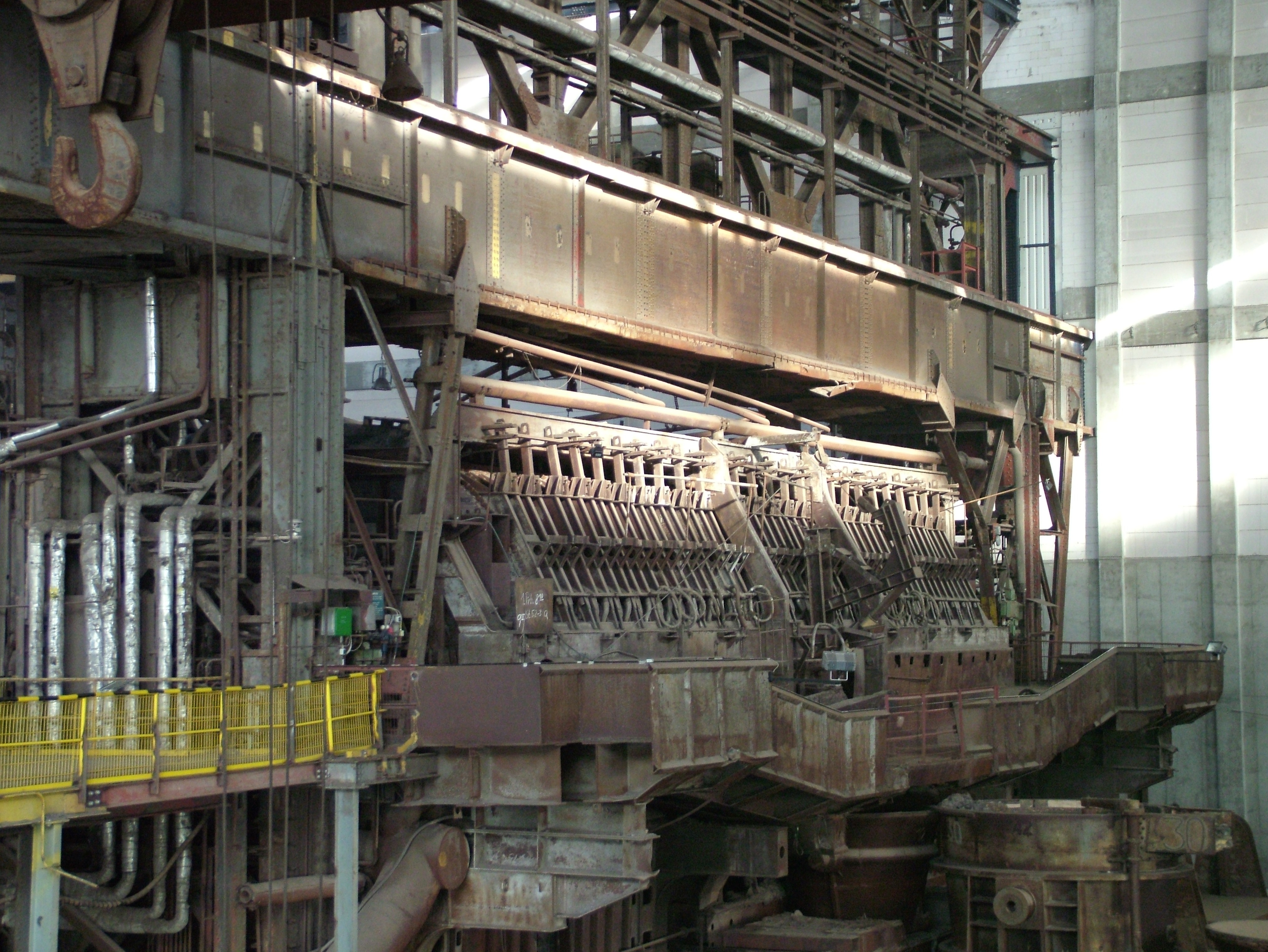
Lò than Siemens-Martin tại Bảo tàng Công nghiệp ở Brandenburg, Đức

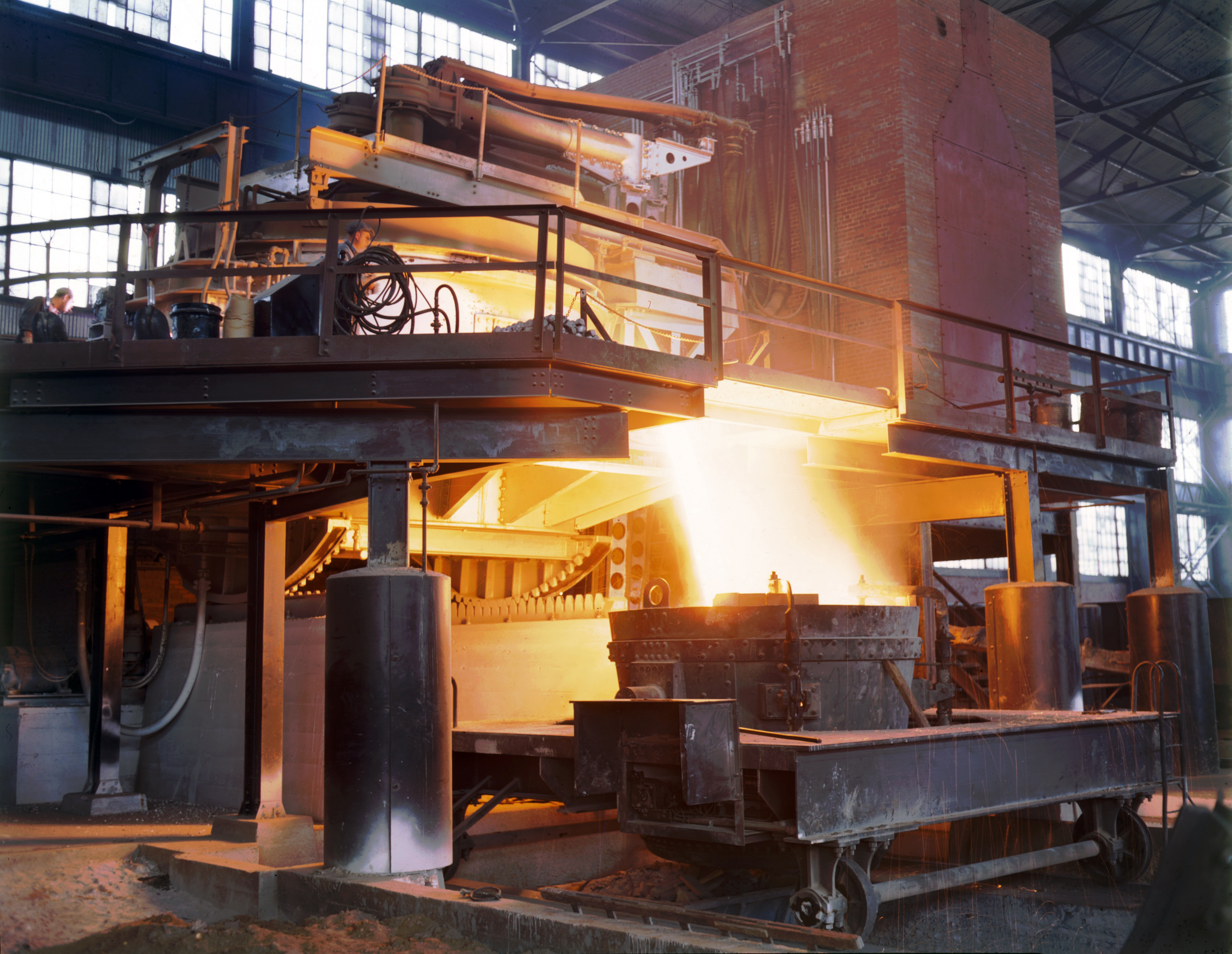
Thép trắng nóng chảy ra từ lò luyện bằng lò cực quang điện tại Brackenridge, Pennsylvania

Thời kỳ hiện đại trong công nghệ luyện thép bắt đầu với việc giới thiệu quy trình của Henry Bessemer vào năm 1855, nguyên liệu chính cho quy trình này là gang. Phương pháp này cho phép sản xuất thép số lượng lớn một cách rẻ tiền, vì vậy thép nhẹ (mild steel) đã được sử dụng thay thế cho gang rèn trong hầu hết các ứng dụng. Quy trình Gilchrist-Thomas (hoặc quy trình Bessemer kiểu cơ bản) là một cải tiến của quy trình Bessemer, trong đó lót vật liệu kiềm vào lò để loại bỏ photpho.
Một quy trình luyện thép khác vào thế kỷ 19 là quy trình Siemens-Martin, bổ sung cho quy trình Bessemer. Quy trình này bao gồm luyện chung gang rèn (hoặc phế liệu thép) với gang.
Các phương pháp sản xuất thép này dần lỗi thời sau khi quy trình luyện thép bằng oxy cơ bản Linz-Donawitz (BOS) được phát triển vào năm 1952, và các phương pháp luyện thép bằng oxy khác. Quy trình luyện thép bằng oxy cơ bản vượt trội hơn các phương pháp luyện thép trước đó bởi vì oxy được bơm vào lò giới hạn tạp chất, chủ yếu là nitơ, trước đây đã vào từ không khí sử dụng, và do lượng thép từ quy trình BOS được sản xuất trong một phần mười hai thời gian so với quy trình lò mở. Ngày nay, lò cực quang điện (EAF) là một phương pháp phổ biến để tái chế phế liệu kim loại thành thép mới. Chúng cũng có thể được sử dụng để chuyển đổi gang thành thép, nhưng chúng tiêu thụ nhiều năng lượng điện (khoảng 440 kWh cho mỗi tấn), do đó thường chỉ kinh tế khi có nguồn cung cấp điện rẻ và dồi dào.

## Công nghiệp

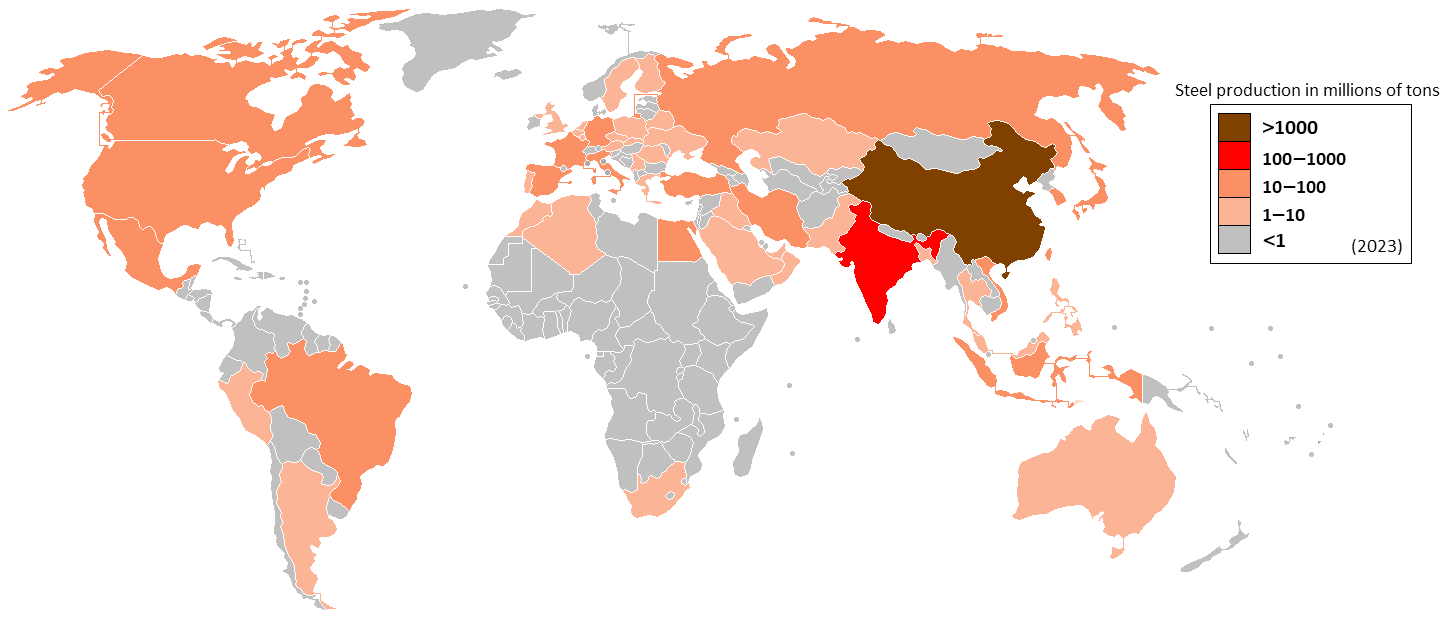
Sản lượng thép (triệu tấn) theo quốc gia năm 2023

Ngành công nghiệp thép thường được coi là một chỉ số của tiến bộ kinh tế, bởi vì thép đóng vai trò quan trọng trong hạ tầng và tổng thể của phát triển kinh tế. Năm 1980, có hơn 500.000 công nhân thép ở Hoa Kỳ. Đến năm 2000, số lượng công nhân thép đã giảm xuống còn 224.000.
Cơn bùng nổ kinh tế ở Trung Quốc và Ấn Độ đã gây ra một sự tăng vọt đáng kể về nhu cầu thép. Từ năm 2000 đến 2005, nhu cầu thép toàn cầu tăng 6%. Kể từ năm 2000, một số công ty thép Ấn Độ và Trung Quốc đã nổi lên, như Tata Steel (mua Corus Group năm 2007), Baosteel Group và Shagang Group.Tính đến  năm 2017, tuy nhiên, ArcelorMittal là nhà sản xuất thép lớn nhất thế giới. Năm 2005, British Geological Survey cho biết Trung Quốc là nhà sản xuất thép hàng đầu với khoảng một phần ba thị phần thế giới; tiếp theo lần lượt là Nhật Bản, Nga và Mỹ. Sự có sẵn năng lượng sản xuất thép lớn cũng làm tăng lượng khí thải carbon dioxide liên quan đến tuyến sản xuất chính. Năm 2021, ước tính khoảng 7% lượng khí thải khí nhà kính toàn cầu phát sinh từ ngành công nghiệp thép. Dự kiến giảm khí thải này sẽ đến từ việc chuyển đổi tuyến sản xuất chính bằng cách sử dụng coks, tái chế thép nhiều hơn và áp dụng công nghệ hứng khí thải carbon hoặc công nghệ sử dụng khí thải carbon.
Năm 2008, thép bắt đầu được giao dịch như một hàng hóa trên Sàn giao dịch Kim loại London. Vào cuối năm 2008, ngành công nghiệp thép đối mặt với một sự suy thoái mạnh mẽ dẫn đến nhiều cắt giảm.
Năm 2021, ước tính khoảng 7% lượng khí thải nhà kính toàn cầu xuất phát từ ngành công nghiệp thép. Việc giảm lượng khí thải này dự kiến sẽ đến từ việc chuyển hướng sản xuất chính sang than cốc, tái chế thép nhiều hơn và áp dụng công nghệ thu hồi và lưu trữ carbon.

## Đương đại

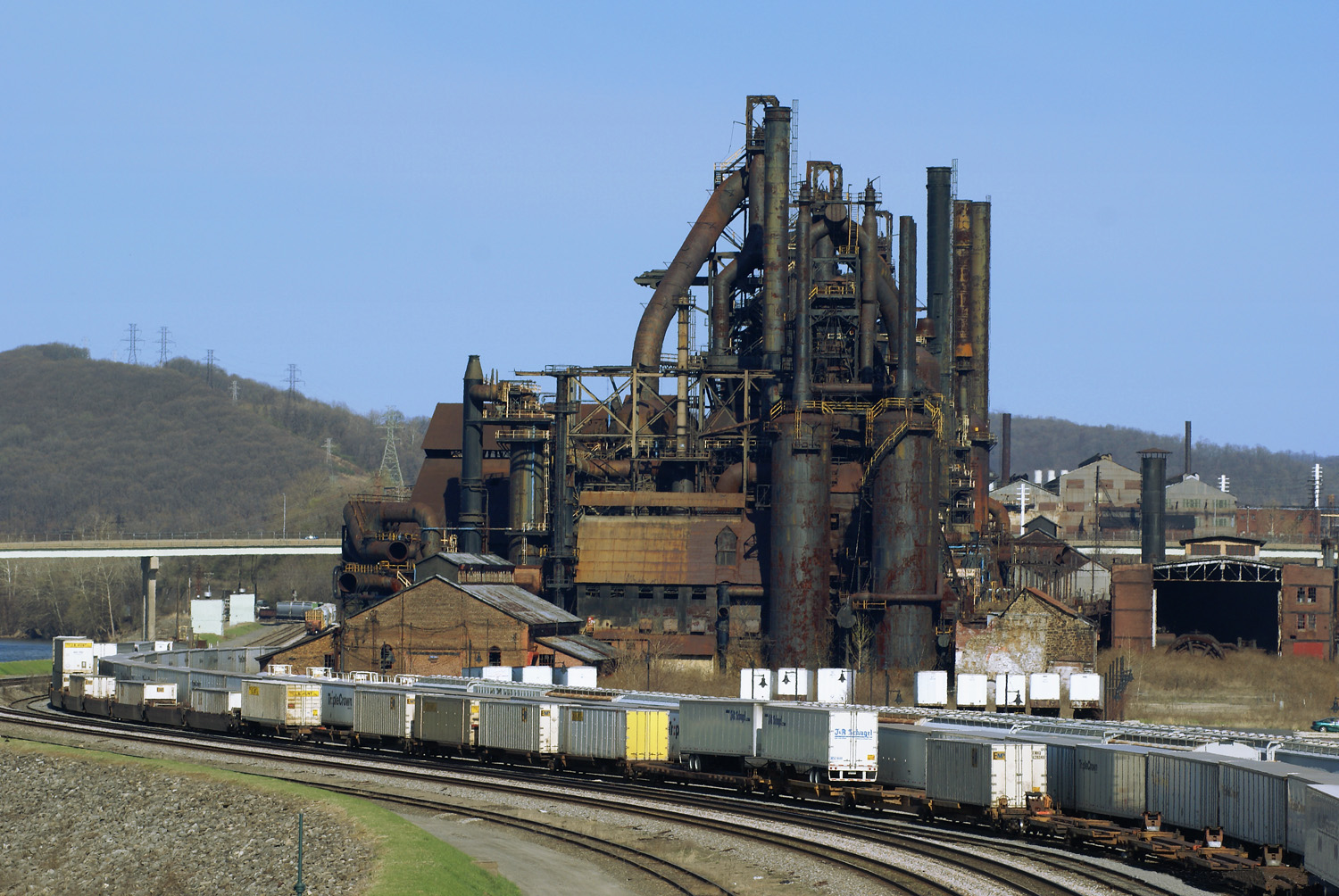
Bethlehem Steel tại Bethlehem, Pennsylvania là một trong những nhà sản xuất thép lớn nhất thế giới trước khi đóng cửa vào năm 2003.

### Carbon
Thép hiện đại được chế tạo với các kết hợp khác nhau của các hợp kim để đáp ứng nhiều mục đích khác nhau. Thép carbon, bao gồm chỉ sắt và cacbon, chiếm 90% sản lượng thép. Thép hợp kim thấp được hợp kim với các nguyên tố khác, thường là molypden, mangan, crôm hoặc niken, với tỉ lệ lên đến 10% theo trọng lượng để cải thiện khả năng làm cứng của các phần dày. Thép hợp kim cao cường độ thấp có các phần thêm nhỏ (thường là < 2% theo trọng lượng) của các nguyên tố khác, thường là 1.5% mangan, để cung cấp sức mạnh bổ sung với mức giá tương đối hợp lý.
Những quy định về tiêu thụ nhiên liệu trung bình của doanh nghiệp (CAFE) gần đây đã tạo ra một loại thép mới được gọi là Thép Cường Độ Cao Tiên Tiến (AHSS). Chất liệu này vừa mạnh mẽ vừa dẻo dai, giúp cấu trúc xe ô tô có thể duy trì mức độ an toàn hiện tại trong khi sử dụng ít vật liệu hơn. Có một số loại thép AHSS hiện có trên thị trường, chẳng hạn như thép đôi giai đoạn, được xử lý nhiệt để chứa cùng lúc cấu trúc vi kiến trực và vi kiến mạnh để tạo ra một loại thép có độ bền cao và có thể định hình. Thép có khả năng biến đổi từ nhựa kỹ thuật gọi là thép Transformation Induced Plasticity (TRIP) dựa vào quá trình hợp kim đặc biệt và xử lý nhiệt để ổn định lượng aoxtit tại nhiệt độ phòng thích hợp trong thép thấp hợp kim ferritic thông thường không có aoxtit. Bằng cách áp dụng biến dạng, aoxtit chuyển từ vi kiến thành vi kim mà không cần thêm nhiệt. Thép Twinning Induced Plasticity (TWIP) sử dụng loại biến dạng cụ thể để tăng cường hiệu quả của quá trình cứng viện trên hợp kim.

### Hợp kim

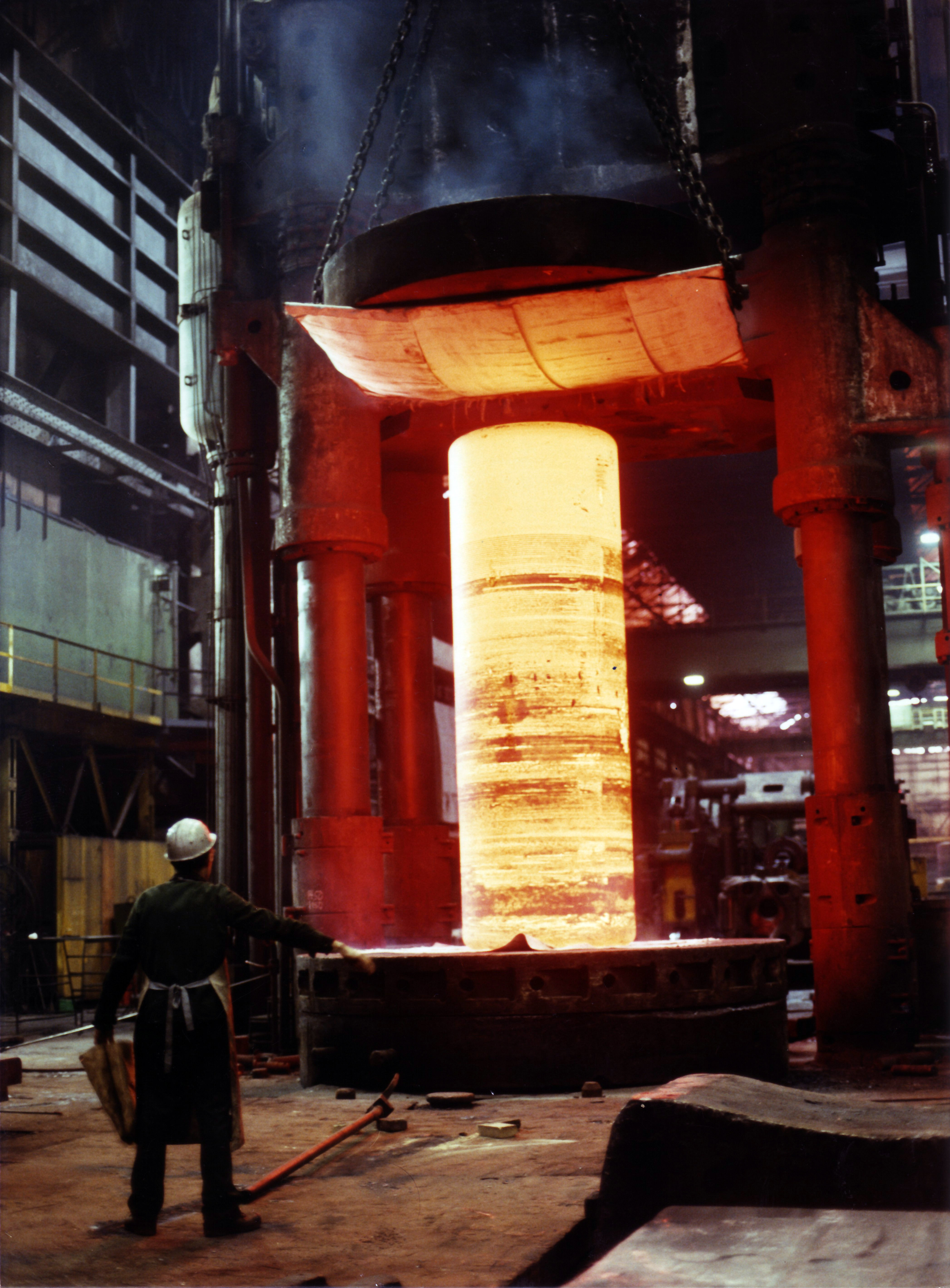
Đúc một thành viên cấu trúc bằng thép

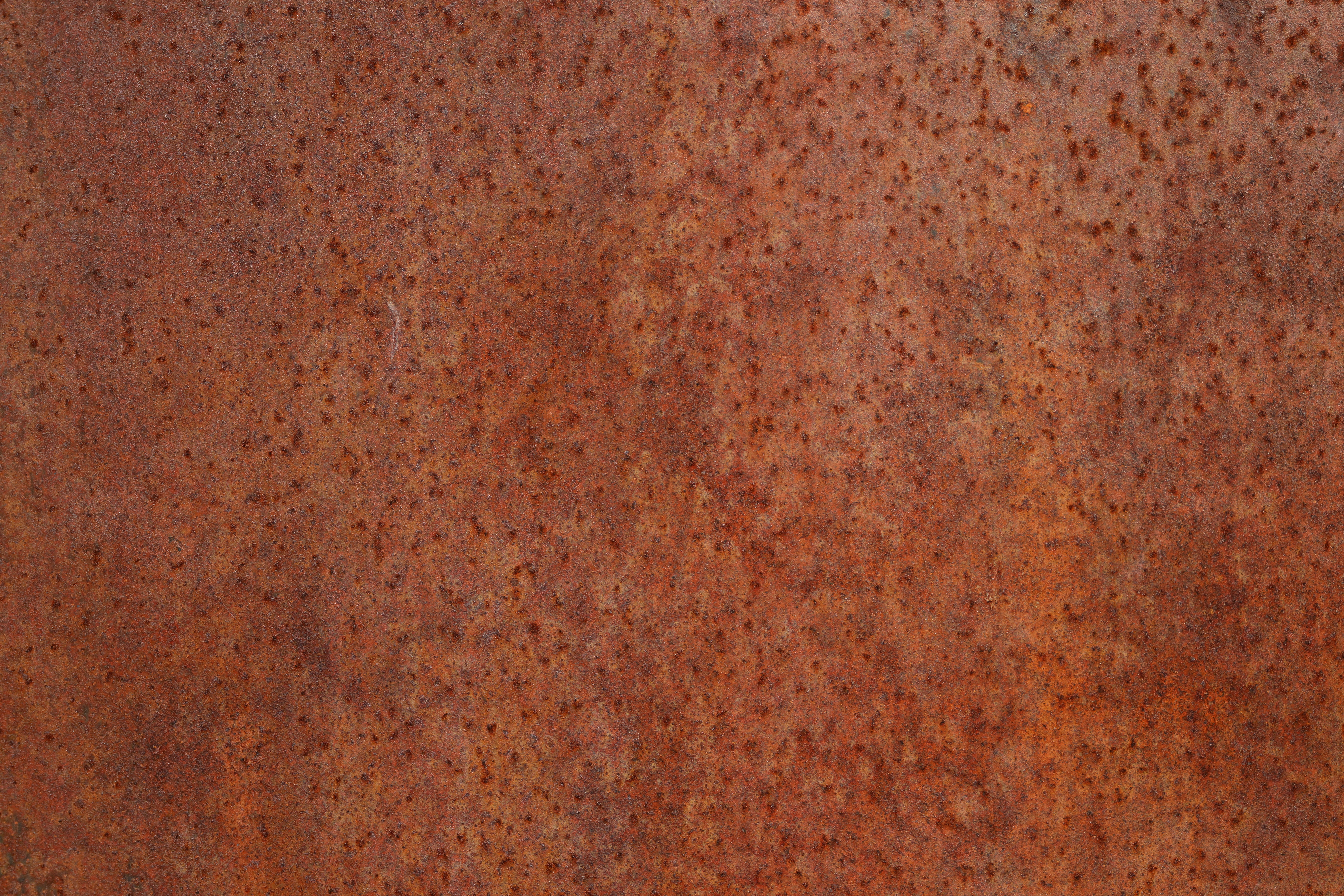
Lớp vỏ gỉ Cor-Ten

Thép không gỉ chứa ít nhất 11% crôm, thường được kết hợp với niken, để chống lại gỉ sét. Một số thép không gỉ, như thép không gỉ ferritic, có tính từ, trong khi những loại khác, như thép không gỉ austenitic, không từ. Thép chống gỉ được viết tắt là CRES.
Thép hợp kim là thép carbon đơn giản mà đã thêm vào các lượng nhỏ các nguyên tố hợp kim như crôm và vanadi để cải thiện chất thép. Một số loại thép hiện đại hơn bao gồm các loại thép công cụ, chứa nhiều lượng lớn volfram và coban hoặc các nguyên tố khác để tối đa hóa quá trình làm cứng dung dịch. Điều này cũng cho phép sử dụng cứng viện kết tủa và nâng cao khả năng chịu nhiệt của hợp kim. Thép công cụ thường được sử dụng trong các cưa, khoan và các thiết bị khác cần lưỡi cắt sắc bén và bền lâu. Các hợp kim đặc thù khác bao gồm các loại thép chống thời tiết như Cor-ten, có khả năng chịu được thời tiết và có thể được sử dụng không sơn. Thép maraging được hợp kim với niken và các nguyên tố khác, nhưng khác với hầu hết các loại thép, nó chứa rất ít cacbon (0,01%). Điều này tạo ra một loại thép rất chắc chắn nhưng vẫn có khả năng uốn dẻo.
Thép Eglin sử dụng sự kết hợp của hơn mười hai nguyên tố khác nhau ở các tỉ lệ khác nhau để tạo ra một loại thép giá rẻ tương đối dùng trong vũ khí đập ổ nơi bịt mở. Thép Hadfield (theo tên của Sir Robert Hadfield) hoặc thép mangan chứa 12-14% mangan, khi bị mài mòn cứng hóa để tạo ra một lớp da cứng rất chống mài mòn. Ví dụ bao gồm bánh xe xe tăng, cạnh lưỡi cưa, và lưỡi cắt trên hàm cuộc sống.

### Tiêu chuẩn
Hầu hết các hợp kim thép phổ biến hơn được phân loại thành nhiều loại theo các tổ chức tiêu chuẩn. Ví dụ, Hiệp hội Kỹ sư Ô tô có một loạt các tiêu chuẩn xác định nhiều loại thép. Hội đồng Tiêu chuẩn và Vật liệu Mỹ có một bộ tiêu chuẩn riêng, xác định các hợp kim như A36 steel, loại thép kết cấu thông dụng nhất tại Hoa Kỳ. JIS cũng định nghĩa một loạt các loại thép đang được sử dụng rộng rãi ở Nhật Bản cũng như ở các nước đang phát triển.

## Các tính chất của vật liệu

### Xuất xứ và sản xuất

Sơ đồ pha sắt cacbon hiển thị điều kiện cần thiết để hình thành các pha khác nhau

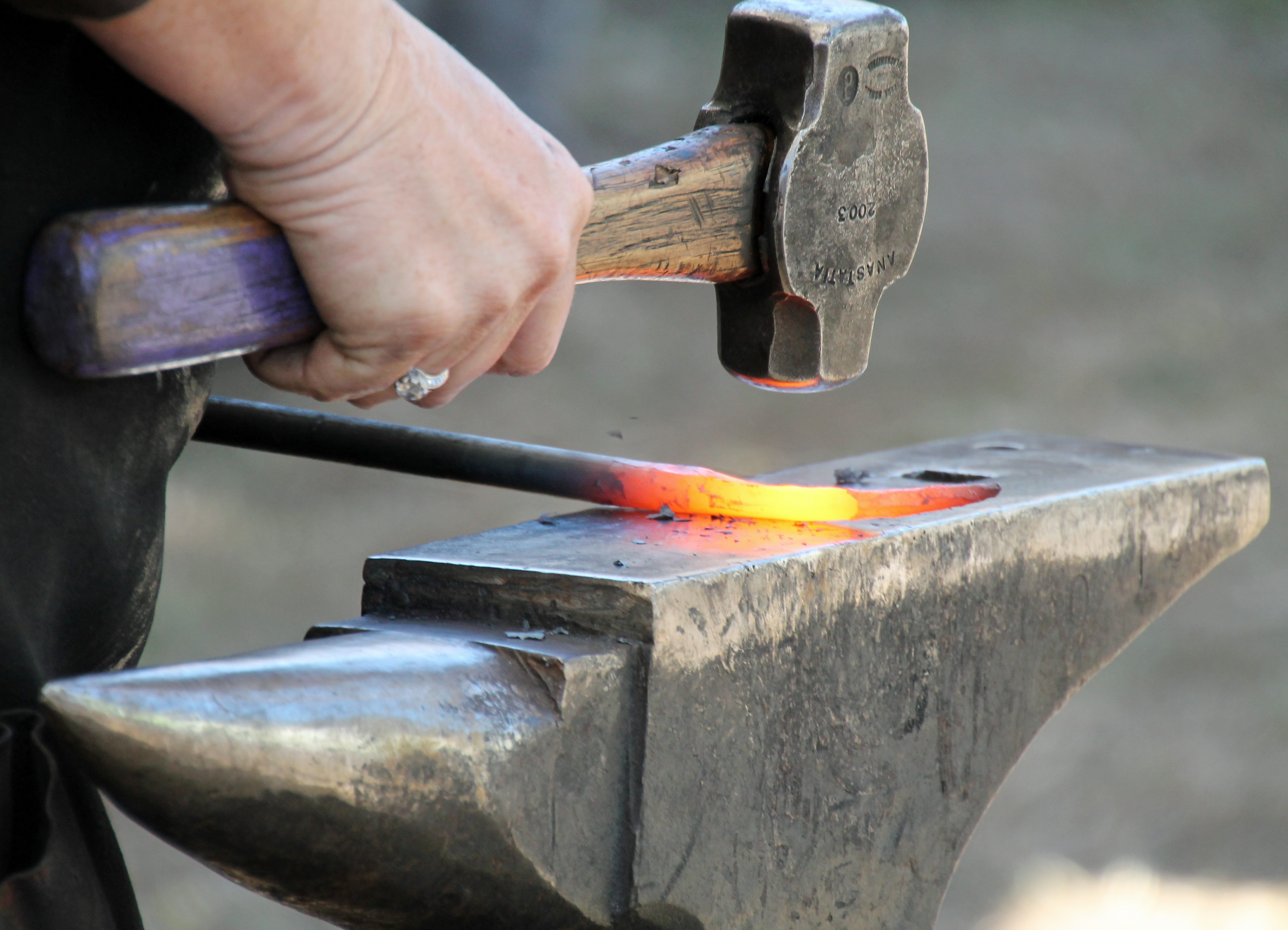
Một mảnh vật liệu thép sáng cháy trong ngành nghề rèn sắt

Sắt thường được tìm thấy trong vỏ Trái đất dưới dạng khoáng sản, thường là oxit sắt, chẳng hạn như nam châm đất hoặc huyết tím đất. Sắt được trích xuất từ quặng sắt bằng cách loại bỏ oxy thông qua việc kết hợp với một chất đối tác hóa học ưu tiên như cacbon, sau đó bị mất vào không khí dưới dạng khí carbonic. Quá trình này, được biết đến là nấu luyện, được áp dụng lần đầu tiên cho các kim loại có nhiệt độ nấu chảy thấp hơn, chẳng hạn như thiếc, nó nấu chảy ở khoảng 250 °C (482 °F), và đồng, nó nấu chảy ở khoảng 1.100 °C (2.010 °F), và hợp kim của chúng, đồng thau, có điểm nấu chảy thấp hơn 1.083 °C (1.981 °F). So với đó, gang nấu chảy ở khoảng 1.375 °C (2.507 °F). Trong thời kỳ cổ xưa, một lượng nhỏ sắt đã được nấu luyện trong trạng thái rắn bằng cách đốt nó trong lửa than hoạt tính và sau đó "hàn" những cụm lại với nhau bằng một cái búa và trong quá trình đó ép ra các chất không mong muốn. Với sự cẩn thận, lượng cacbon có thể được kiểm soát bằng cách di chuyển nó trong lửa. Không giống với đồng và thiếc, sắt lỏng hoặc rắn hòa tan cacbon khá dễ dàng.
Tất cả các nhiệt độ này có thể đạt được với các phương pháp cổ xưa được sử dụng từ thời kỷ Đồ đồng. Kể từ tốc độ oxi hóa của sắt tăng lên nhanh chóng vượt quá 800 °C (1.470 °F), việc nấu luyện phải diễn ra trong môi trường ít oxi. Nấu luyện, bằng cách sử dụng cacbon để giảm các oxit sắt, dẫn đến hợp kim (gang) giữ lại quá nhiều cacbon để được gọi là thép. Lượng cacbon dư thừa và các tạp chất khác được loại bỏ trong bước tiếp theo.
Thường có thêm các vật liệu khác vào hỗn hợp sắt/cacbon để tạo ra thép với các tính chất mong muốn. Niken và mangan trong thép gia tăng sức căng và làm cho dạng austenite của hỗn hợp sắt-cacbon ổn định hơn, chrom gia tăng độ cứng và nhiệt độ nấu chảy, và vanadi cũng gia tăng độ cứng trong khi làm cho nó ít bị thiếu mỏi kim loại.
Để ngăn chặn sự ăn mòn, ít nhất 11% chromium có thể được thêm vào thép để tạo thành một lớp ôxít cứng trên bề mặt kim loại; điều này được gọi là thép không gỉ. Wolfram làm chậm quá trình hình thành cementite, giữ carbon trong ma trận sắt và cho phép martensit hình thành ưu tiên ở tốc độ làm nguội chậm hơn, dẫn đến thép tốc độ cao. Việc thêm chì và lưu huỳnh làm giảm kích thước hạt tạo nên thép dễ cắt gọt, nhưng cũng làm cho thép dễ vỡ hơn và dễ bị ăn mòn. Tuy nhiên, các hợp kim như vậy thường được sử dụng cho các bộ phận như ốc vít, bulong và ốc vít trong các ứng dụng không yêu cầu độ cứng và kháng ăn mòn quan trọng. Dù vậy, các yếu tố của nhóm p-block như lưu huỳnh, nitơ, phốt pho, và chì thường được coi là tạp chất làm cho thép dễ vỡ hơn và do đó sẽ được loại bỏ khỏi thép trong quá trình nấu chảy.

### Tính chất

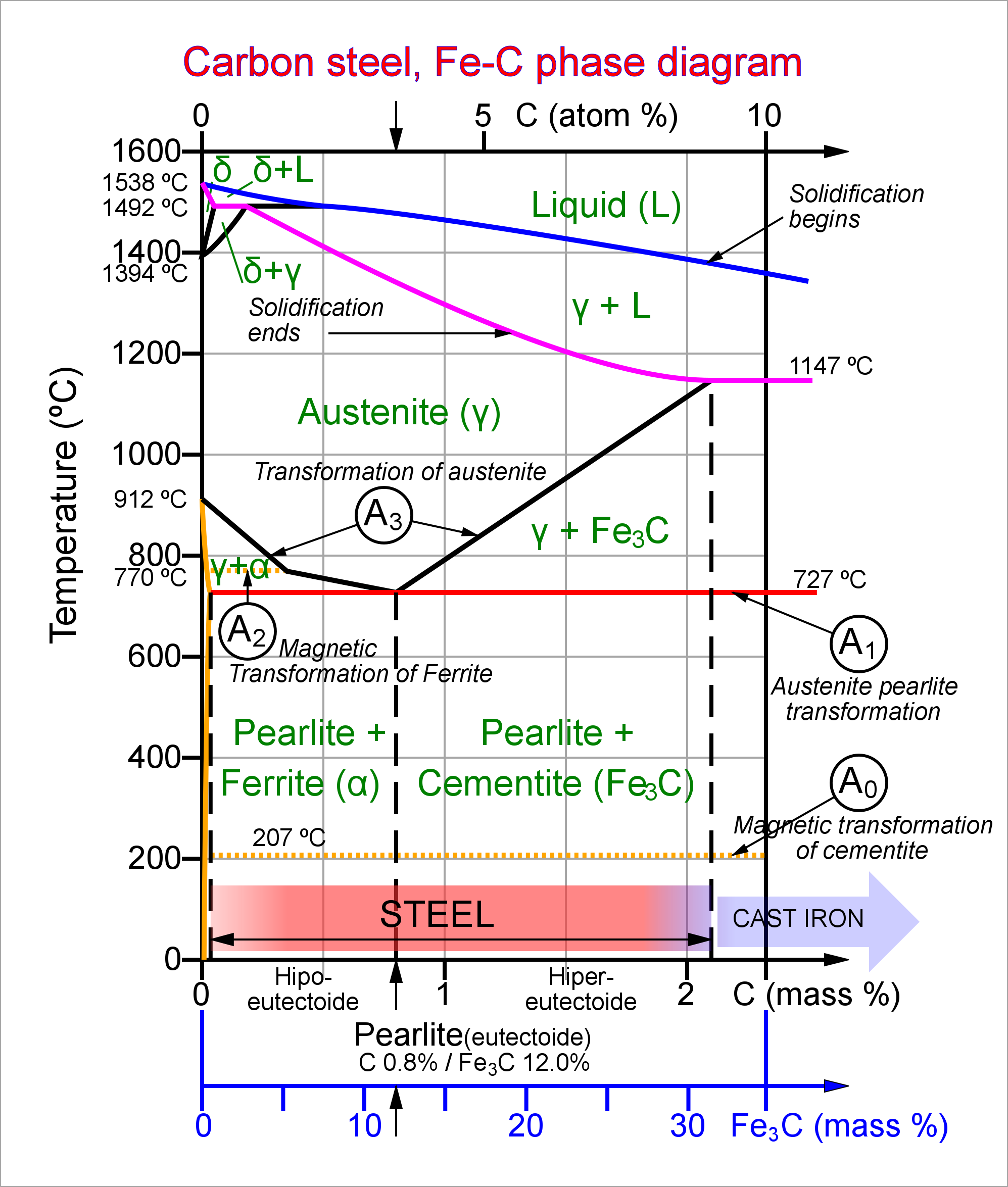
Sơ đồ pha Fe-C cho các thép cacbon, cho thấy nhiệt độ quan trọng A_{0}, A_{1}, A_{2} và A_{3} trong quá trình xử lý nhiệt

Mật độ của thép thay đổi dựa trên thành phần hợp kim nhưng thường dao động trong khoảng 7.750 đến 8.050 kg/m3 (484 đến 503 lb/cu ft), hoặc 7,75 đến 8,05 g/cm3 (4,48 đến 4,65 oz/cu in).
Ngay cả trong một khoảng hẹp các nồng độ hỗn hợp của cacbon và sắt tạo thành thép, một số cấu trúc kỹ thuật kim loại khác nhau, có tính chất rất khác nhau, có thể hình thành. Hiểu rõ các tính chất này là thiết yếu để sản xuất thép chất lượng. Ở nhiệt độ phòng, dạng ổn định nhất của sắt tinh khiết là cấu trúc khối trung tâm (BCC) gọi là sắt alpha hoặc α-sắt. Nó là một kim loại khá mềm chỉ có thể hòa tan một nồng độ nhỏ của cacbon, không quá 0,005% ở 0 °C (32 °F) và 0,021 wt% ở 723 °C (1.333 °F). Sự chứa chất cacbon trong sắt alpha được gọi là phierrite. Ở 910 °C, sắt tinh khiết chuyển thành cấu trúc khối trung tâm lập phương (FCC), gọi là sắt gamma hoặc γ-sắt. Sự chứa chất cacbon trong sắt gamma được gọi là giải tenit. Cấu trúc FCC mở rộng hơn của giải tenit có thể hòa tan nhiều cacbon hơn, lên đến 2,1%, Nguồn có sự khác biệt về giá trị này nên nó đã được làm tròn thành 2,1%, tuy nhiên giá trị chính xác này khá học thuật vì thép không hợp kim đơn giản hiếm khi được sản xuất với mức carbon như vậy. Xem:
- Smith & Hashemi 2006, tr. 363—2,08%.
- Degarmo, Black & Kohser 2003, tr. 75—2,11%.
- Ashby & Jones 1992—2,14%. (gấp 38 lần của ferrite) cacbon ở nhiệt độ 1.148 °C (2.098 °F), đó là mức nồng độ cacbon cao nhất của thép, vượt quá đó là gang xám. Khi cacbon di chuyển ra khỏi dung dịch với sắt, nó tạo thành một vật liệu rất cứng, nhưng giòn gọi là xi măng (Fe3C).

Khi thép chứa chính xác 0,8% carbon (được gọi là thép eutectoid), khi được làm lạnh, pha austenitic (FCC) của hỗn hợp cố gắng chuyển về pha ferrite (BCC). Carbon không còn vừa với cấu trúc austenite của pha FCC, dẫn đến sự dư thừa của carbon. Một cách để carbon rời khỏi austenite là tạo thành kết tủa khỏi dung dịch dưới dạng cementite, để lại một pha ferrite có một lượng carbon nhỏ trong dung dịch. Hai pha ferrite và cementite kết tủa đồng thời tạo thành một cấu trúc lớp gọi là pearlite, được đặt tên theo sự giống như nước ngọc trai. Trong thành phần hypereutectoid (cao hơn 0,8% carbon), carbon sẽ trước tiên tạo thành các hạt kết tủa lớn của cementite tại các ranh giới hạt austenite cho đến khi tỷ lệ carbon trong các hạt giảm xuống thành thành phần eutectoid (0,8% carbon), lúc đó cấu trúc pearlite hình thành. Đối với các loại thép có lượng carbon ít hơn 0,8% (hypoeutectoid), ferrite sẽ hình thành trước trong các hạt cho đến khi thành phần còn lại tăng lên 0,8% carbon, lúc đó cấu trúc pearlite sẽ hình thành. Không có các hạt kết tủa lớn của cementite sẽ hình thành ở biên giới trong thép hypoeuctoid. Điều trên giả định rằng quá trình làm lạnh diễn ra rất chậm, đủ thời gian để carbon di chuyển.
Khi tốc độ làm lạnh tăng, carbon sẽ có ít thời gian hơn để di chuyển và tạo thành carbide tại biên giới hạt, nhưng sẽ có ngày càng nhiều pearlite với cấu trúc mịn hơn trong các hạt; do đó, carbide được phân tán rộng rãi hơn và ngăn ngừa việc trượt của các khuyết tật bên trong các hạt đó, dẫn đến làm cứng thép. Khi tốc độ làm lạnh rất cao do quenching, carbon không có thời gian để di chuyển mà bị kẹp trong austenite pha trung tâm và tạo thành martensite. Martensite là một dạng cực kỳ căng và căng thẳng, chứa nhiều carbon và sắt vượt quá nồng độ tối đa, cực kỳ cứng nhưng dễ vỡ. Tùy thuộc vào nồng độ carbon, pha martensitic có các hình thái khác nhau. Dưới 0.2% carbon, nó có cấu trúc ferrite BCC, nhưng ở nồng độ carbon cao hơn, nó có cấu trúc body-centred tetragonal (BCT). Không có năng lượng kích hoạt nhiệt cho quá trình chuyển từ austenite sang martensite. Không có sự thay đổi về thành phần vì các nguyên tử thường giữ nguyên vị trí của chúng.
Martensite có mật độ thấp hơn (nở ra trong quá trình làm lạnh) so với austenite, dẫn đến sự thay đổi về thể tích khi chuyển đổi giữa chúng. Trong trường hợp này, sự mở rộng xảy ra. Các căng thẳng bên trong từ sự mở rộng này thường có dạng nén vật lý trên các tinh thể của martensite và căng thẳng trên pha ferrite còn lại, cùng với một lượng cắt đáng kể trên cả hai thành phần. Nếu quá trình quenching không thực hiện đúng cách, căng thẳng bên trong có thể làm vỡ chi tiết khi nó làm lạnh. Ít nhất, chúng gây ra cứng vật liệu và các sai lệch vi micro khác. Thường xuyên xuất hiện các vết nứt sau quá trình quenching khi thép được làm nguội bằng nước, mặc dù chúng không luôn luôn rõ ràng thấy được.

### Xử lý nhiệt
Có nhiều phương pháp xử lý nhiệt có sẵn cho thép. Phổ biến nhất là gia nhiệt (annealing), nhanh chóng làm lạnh (quenching) và làm mềm (tempering).
Gia nhiệt là quá trình đun nóng thép đến nhiệt độ đủ cao để giảm bớt căng thẳng nội bộ. Nó không làm cho sản phẩm mềm chung mà chỉ giảm căng thẳng và căng thẳng cục bộ trong vật liệu. Gia nhiệt bao gồm ba giai đoạn: phục hồi (recovery), tái tinh thể hóa (recrystallization) và mọc tinh (grain growth). Nhiệt độ yêu cầu để gia nhiệt một loại thép cụ thể phụ thuộc vào loại gia nhiệt mà muốn đạt được và các thành phần hợp kim.
Làm lạnh nhanh bao gồm đun nóng thép để tạo pha austenite sau đó làm lạnh nhanh chóng bằng nước hoặc dầu. Quá trình làm lạnh nhanh này dẫn đến cấu trúc martensitic cứng nhưng giòn. Sau đó, thép được làm mềm, là một loại gia nhiệt đặc biệt, để giảm độ giòn. Trong ứng dụng này, quá trình gia nhiệt (tempering) biến một số martensite thành cementite hoặc spheroidite và do đó làm giảm căng thẳng và các khuyết tật bên trong. Kết quả là thép dẻo hơn và chống vỡ hơn.